# 29 Eskadra Towarzysząca
29 eskadra towarzysząca – pododdział lotnictwa Wojska Polskiego w II Rzeczypospolitej.

## Formowanie i zmiany organizacyjne
29 eskadra towarzysząca została sformowana na podstawie rozkazu Ministra Spraw Wojskowych L.dz. 4359/tjn. z dnia 19 lipca 1937 na przełomie października i listopada 1937. Powstała na lotnisku Rakowice w Krakowie, na bazie 26 eskadry towarzyszącej. Organizacyjnie weszła w skład II dywizjonu towarzyszącego 2 pułku lotniczego
Pododdział został wyposażony w samoloty towarzyszące Lublin R.XIIIC, które w maju 1939 roku wymieniono na samoloty tego samego typu, lecz w wersji „D”.
23 sierpnia 1939 zarządzona została mobilizacja jednostek grupy brązowej z wyjątkiem podgrupy 4 (wojska kolejowe). Początek mobilizacji wyznaczono na godzinę 6.00 dnia 24 sierpnia 1939 roku. Zgodnie z założeniami planu mobilizacyjnego „W” 29 eskadra towarzysząca została rozformowana, a jej personel, uzbrojenie i wyposażenie został przeznaczony na uzupełnienie 23 i 26 eskadry towarzyszącej do etatu wojennego.

## Personel eskadry
Dowódcy eskadry:
- kpt. pil. Stefan Sudek (1937 – I 1939)
- por. / kpt. obs. Zbigniew Jan Halkiewicz (I – VIII 1939)

dowódcy I plutonu:
- por. obs. Zbigniew Jan Halkiewicz (1937 – I 1939)
- por. obs. Zbigniew Kazimierz Staerz (I – VIII 1939)

dowódca II plutonu 
- por. obs. Jan Teofil Waciński

pozostali
- obserwator – por. Jan Józef Konikowski (III 1939)
- obserwator – por. Władysław Kazimierz Rogalski (III 1939)
- szef eskadry – chor. Karol Suterski
- szef mechaników – st. majster wojsk. Leonard Broszkiewicz